# Rudolf II. Burgundski
Rudolf II. je bil od leta 912 do svoje smrti kralj Burgundije in od leta 922 do 926 kralj Italije, * ok. 880/885, † 12. ali 13. julij 937.
Leta 933 je od italijanskega kralja Huga pridobil Spodnjo Burgundijo (Provansa) v zameno za odpoved svojim zahtevam po italijanski kroni. Z združitvijo obeh Burgundij je ustanovil Arleško kraljestvo. 

## Življenje
Rudolf II. je bil iz starejše hiše Welf, sin zgornjeburgundskega kralja Rudolfa I. in Guile Provansalske. Po vzponu na prestol leta 912 se je spopadel s sosednjo vojvodino Švabsko in napadel njeni posesti Thurgau in Zürich. Švabski vojvoda Burhard II. ga je končno premagal v bitki pri Winterthurju leta 919 in sprta vladarja sta sklenila mir. Rudolf se je leta 922 poročil z Burhardovo hčerko Berto.
Istočasno je več italijanskih plemičev pod vodstvom mejnega grofa Adalberta I. Ivrejskega prosilo Rudolfa, naj v njihovem imenu posreduje v Italiji proti cesarju Berengarju I. Ko je Rudolf prišel v Italijo, je bil v baziliki San Michele Maggiore v Paviji  okronan za kralja Italije. Leta 923 je premagal Berengarja I. v bitki pri Firenzuoli, naslednje leto pa je bil Berengar umorjen, verjetno na Rudofovo pobudo. Kralj je nato vladal Zgornji Burgundiji in Italiji ter izmenično prebival v obeh kraljestvih. 
Leta 926 se je italijansko plemstvo obrnilo proti njemu in zahtevalo, da jim namesto njega vlada Hugo Arleški, aktualni vladar Spodnje Burgundije. Rudolfu je prišel na pomoč njegov tast, švabski vojvoda Burhard II., katerega so blizu Novare napadli in ubili privrženci milanskega nadškofa Lamberta. Rudolf se je nato umaknil v Zgornjo Burgundijo, s čimer je omogočil, da so Huga okronali za kralja Italije. Leta 926 ali 935 je Rudolf predal vzhodnofrankovskemu kralju Henriku Ptičarju predal kraljevski simbol Longinovo kopje v  zameno za švabska baselska posestva. 
Obe burgundski kraljestvi sta bili združeni leta 933. Rudolf je v obeh vladal do svoje smrti leta 937. Nasledil ga je njegov sin Konrad I. Rudolfova hči Adelajda de je poročila s Hugovim sinom Lotarjem II. Italijanskim, Hugo Italijanski pa z Rudolfovo vdovo Berto. Adelajda je kasneje postala žena Otona Velikega, leta 962 okronanega za cesarja Svetega rimskega cesarstva. Z njim je imela sina Otona II.